# Maria José de Lancastre
Maria José de Lancastre de Melo Sampaio (* 17. září 1946, Lisabon, Portugalsko) je portugalská literární vědkyně a editorka. Provdala se za spisovatele Antonia Tabucchiho.

## Život
Maria José de Lancastre vyrůstala v Salazarově režimu v lisabonské čtvrti São Mamede. V rozhovoru, který se objevil v italském deníku la Repubblica, popsala svou domovskou zemi a vlastně také své rodiště, kde žila do svých 20 let, následovně: „Přijde vždy ten okamžik, kdy si člověk řekne: teď odejdu. A některé země, některá místa usnadňují výběr, protože jsou neskutečné, tísnivé, vzdálené a uzavřené. Takové bylo moje Portugalsko, můj Lisabon“.

### Studium a výzkum
Lancastre nejprve studovala romanistiku na Faculdade de Letras na Universidade Clássica v Lisabonu. V roce 1967 se přestěhovala do Itálie a vystudovala na Università di Pisa, kde se poté vydala na akademickou dráhu. Dosáhla hodnosti řádné profesorky a pak vedla katedru portugalské literatury.
V letech 1977 až 1989 byla spoluředitelkou časopisu Quaderni portoghesi.
Těžištěm její badatelské a editorské činnosti byla portugalská literatura 16. a 20. století. Například vydala kritickou edici dramatu O Auto das Padeiras (v češtině: Drama pekařek) z okruhu Gila Vicenta a zároveň se společně se svým manželem Antoniem Tabucchim zabývala spisovateli portugalského modernismu, zejména Fernandem Pessoou, Máriem de Sá-Carneirem a Camilem Pessanhou. Spolu s Tabucchim přeložila významnou část díla Fernanda Pessoy a jeho heteronymů do italštiny.

### Soukromý život
Lancastre a Tabucchi, kteří se poznali na pláži v Portugalsku v roce 1965, se vzali 10. prosince 1970. Měli dvě děti: syn Michele se narodil v roce 1970, dcera Teresa Marina v roce 1973.

## Publikace
- Quaderni portoghesi. Pisa: Giardini, 1977-1989. [Časopis]. [6]
- Una sola moltitudine. Milán: Adelphi, 1979-1984. [7]
- Fernando Pessoa, uma fotobiografia. Lisabon: Imprensa Nacional-Casa da Moeda, Centro de Estudos Pessoanos, 1981. [8]
- Camilo Pessanha, 1867-1926. Cartas a Alberto Osório de Castro, João Baptista de Castro e Ana de Castro Osório. Lisabon: Imprensa Nacional-Casa da Moeda, 1984. [Ze série Biblioteca de autores portugueses ]. [9]

- Meu amigo de alma. Palermo: Sellerio, 1984. [Ze série La Civiltà perfezionata ]. [10]
- Il libro dell'inquietudine di Bernardo Soares [heteronym Fernanda Pessoy]. Milan: Feltrinelli, 1987. [Původní název: Livro do desassossego por Bernardo Soares ]. [11]
- The book of disquiet. Londýn / New York City: Serpent's Tail, 1991. [První anglický překlad románu Fernanda Pessoy Livro do desassossego por Bernardo Soares ]. [12]
- Fernando Pessoa. Faust. Turín: Einaudi, 1991.
- O eu eo outro: para uma análise psicanalítica da obra de Mário de Sá-Carneiro. Lisabon: Quetzal Editores, 1992. [13]
- Poetry di Álvaro de Campos [heteronym Fernanda Pessoy]. Milán: Adelphi, 1993. [14]
- E vós, tágides minhas: miscellanea in onore di Luciana Stegagno Picchio. Viareggio (Lucca): M. Baroni, 1999. [Ze série Lume a petrolio ]. [15]
- Con un sogno nel bagaglio: un viaggio di Pirandello in Portogallo. Palermo: Sellerio, 2006. [Ze série La nuova diagonale, 60].